# Kompsoprium tuzetae
Kompsoprium tuzetae är en mångfotingart som först beskrevs av Christoph D. Schubart 1954.  Kompsoprium tuzetae ingår i släktet Kompsoprium och familjen Odontopygidae. Inga underarter finns listade i Catalogue of Life.